# Маргит Кафка
Маргит Кафка (мађ. Margit Kaffka; Нађкарољ, 10. јун 1880 — Будимпешта, 1. децембар 1918) је била мађарска књижевница и песникиња.
Ендре Ади ју је назвао "великим, великим писцем";  била је једна од најзначајнијих мађарских писаца и важан члан Nyugat генерације (књижевни часопис Запад). Њено писање инспирисали су József Kiss, Mihály Szabolcska и група писаца часописа Hét.

## Лични живот
Маргит Кафка је рођена 10. јуна 1880. у Нађкарољу (данас Општина Муничипиу Кареј (Сату Маре), Румунија) у породици млађег мађарског племства. Маргит Кафка је била ћерка мајке Мађарице и оца чешког порекла. Њен отац је био јавни тужилац, али је рано умро и породица је живела у оскуднијим околностима. Добила је стипендију за школовање на Учитељском факултету Сестара милосрдница у Сатмару, а заузврат је годину дана предавала у Мишколцу. Студирала је у Будимпешти, где је стекла диплому учитеља у Женској школи Ержебет. Вратила се у Мишколц, где је предавала књижевност и економију у приватној женској школи, омиљеној од стране ученика. То је период када се појављују њени први списи, песме и романи. Касније је постала стални сарадник Nyugat-а, најважнијег часописа тог доба.
Удала се за Бруна Фрелиха, шумарског службеника, 17. фебруара 1905. године. Године 1906. родила је сина Ласла. Године 1907. њен муж се преселио у Министарство пољопривреде, што је Маргит омогућило да се одсели из Мишколца, града који јој се није допао. Међутим, њихов брак је након неколико година постао стресан и завршио се разводом. Маргит је радила као учитељ у Будимпешти између 1910. и 1915. године. За то време објавила је своје најпознатије дело, Színek és évek (Боје и године) (1912). 
Почетком Првог светског рата напустила је професорски посао да би се с пуним радним временом посветила свом књижевном раду. 
Удала се по други пут 1914. за лекара Ервина Бауера, млађег брата Беле Балажа. Ервин Бауер је био десет година млађи од ње. Брак је био срећан, упркос раздвајању пара скоро одмах након њиховог меденог месеца: избио је Први светски рат и Бауер је позван да ради у војној болници.

## Књижевност
Њени радови су се углавном бавили двема главним темама: падом племства и физичким и духовним недаћама независних жена почетком 20. века. Често је писала о својим личним сећањима на велике националне кризе, еклатантне опозиције анахроног друштва у Мађарској. Најчешће је ипак писала о жени, њеној судбини  и души у кризним годинама од прекретнице столећа до избијања рата.
Патња изазвана избијањем Првог светског рата утицала је на Маргит Кафку и њене савременике. Једног Божића, написала је песму „Покушала сам да се молим“, да би ослободила део свог очаја; у овом делу замолила је Бога да се смилује над патњама жена чији је живот рат неповратно преображавао.
Њена књижевна каријера може се поделити на три поглавља, од 1901. до почетка Nyugatа 1908. године, друго завршено почетком рата 1918. године, а треће обележено тешким годинама после рата који се завршио њеном смрћу.
Година 1912. обележила је објављивање њеног првог и најважнијег романа Színek és Évek (Боје и године) који се бави судбином племићке класе и жена. Њено друго најпознатије дело је Hangyaboly (Мравињак) које прикупља њена сећања из година у Сестрама милосрдницама, објављена је 1917.
Крајем новембра 1918. године почела је да планира истраживање и писање свог следећег великог дела, историјског романа смештеног у библијска времена. Док је са својим издавачем разговарала о условима, авансима и роковима, почела је да пати од главобоље. Убрзо се тешко разболела од грипа и умрла 1. децембра 1918. Њен син Ласло је умро следећег дана.

## Главни радови
- Versek (1903)
- Levelek a zárdából (роман у облику дневника, 1904)
- A gondolkodók és egyéb elbeszélések (приче, 1906)
- Csendes válságok(приче, 1909)
- Képzelet-királyfiak (приче, 1909)
- Csendes válságok (приче, 1910)
- Csonka regény és novellák (приче, 1911)
- Tallózó évek (Године трагања) (песме, 1911)
- Utolszor a lyrán (песме, 1912)
- Süppedő talajon (приче, 1912)
- Színek és Évek (Боје и године) (роман, 1912)
- Mária évei (Маријине године) (роман, 1913)
- Szent Ildefonso bálja (приче, 1914)
- Két nyár (Два лета) (роман, 1916)
- Állomások (Стенице) (роман, 1917)
- Hangyaboly (Мравињак) (роман, 1917)
- Kis emberek barátocskáim (збирка раних радова, 1918)
- Az élet útján (песме, 1918)
- A révnél (приче, 1918)